# Microschemobrycon casiquiare
Microschemobrycon casiquiare är en fiskart som beskrevs av Böhlke, 1953. Microschemobrycon casiquiare ingår i släktet Microschemobrycon och familjen Characidae. Inga underarter finns listade i Catalogue of Life.